# (2860) Pasacentennium
(2860) Pasacentennium (1978 TA) ist ein ungefähr sieben Kilometer großer Asteroid des inneren Hauptgürtels, der am 8. Oktober 1978 von der US-amerikanischen Astronomin Eleanor Helin am Palomar-Observatorium nordöstlich von San Diego in Kalifornien (IAU-Code 675) entdeckt wurde.

## Benennung
(2860) Pasacentennium wurde nach der Hundertjahrfeier der Stadt Pasadena im Los Angeles County in Kalifornien benannt. Nach der Stadt selbst wurde der Asteroid (2200) Pasadena benannt; die Benennung nach der Hundertjahrfeier wurde von der Stadt selbst vorgeschlagen.